# Камелія

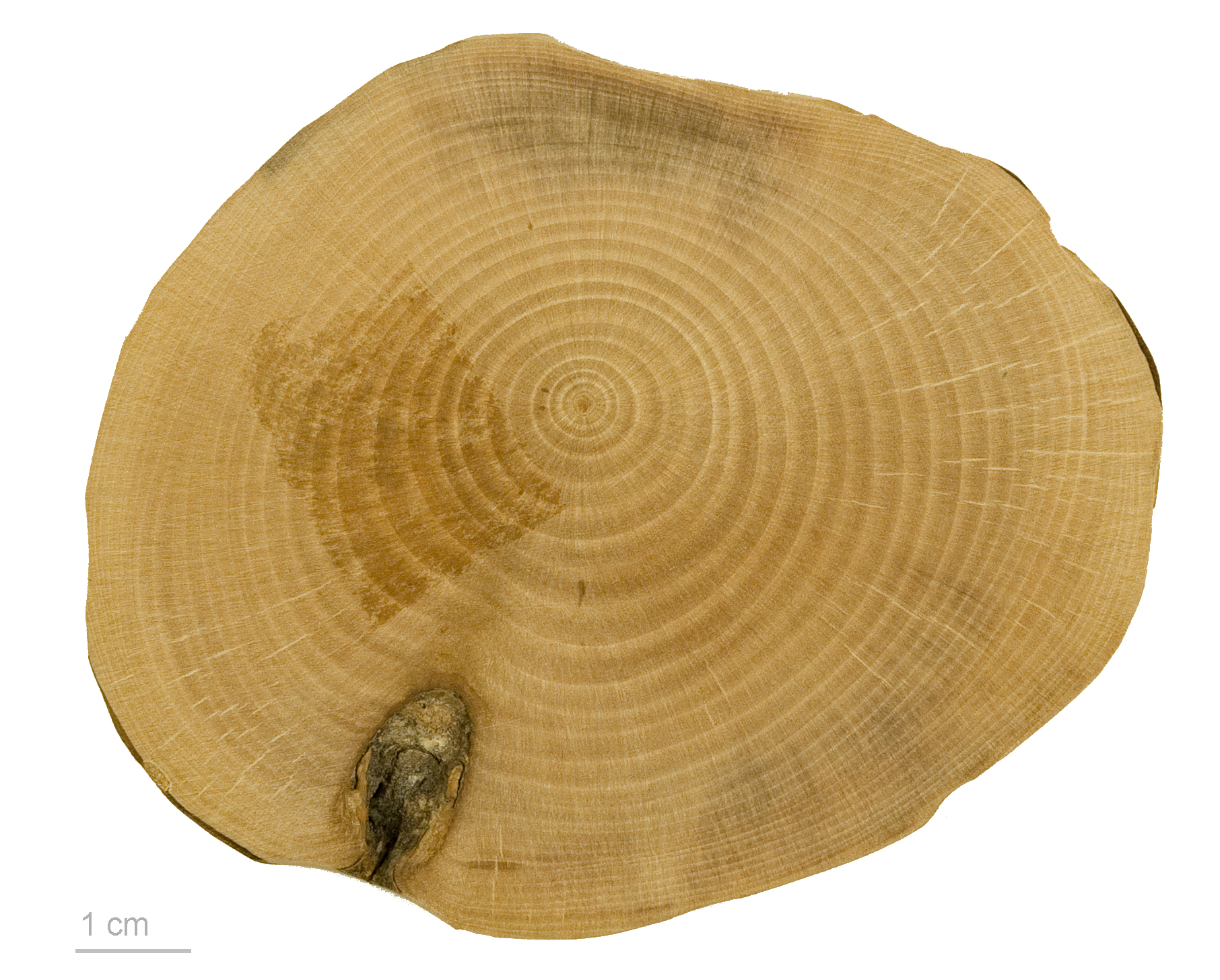
Camellia japonica — Тулузький музей

Каме́лія (Camellia) — рід вічнозелених дерев та кущів родини чайних. Рід містить понад 200 видів, які зростають у південно-східній Азії.

## Назва
Названий Карлом Ліннеєм на честь єзуїта-місіонера та ботаніка Георга Джозефа Камела.
Рід Камелія налічує понад 260 видів, серед них чайне дерево (Camellia sinensis). Види камелій виникли понад 20 000 декоративних сортів, отриманих переважно з Camellia japonica,  але також з Camellia sasanqua, Camellia saluenensis, Camellia reticulata та інших видів. Забарвлення квіток камелії варіюється від білого до червоного і від блідо до темно-жовтого. Завдяки красі своїх квітів декоративні камелії поширилися з Азії в усьому світі.  

## Біологічний опис
Представники роду - це вічнозелені невеликі кущі або дерева заввишки від 2 до 20 метрів.
Листки прості, еліптичні аж до широко- та продовгувато-яйцеватих, шкірясті, блискучі, загострені чи тупі, по одному, інколи по 2–3, розміщуються по черзі на коротких черешках. Квітки поодинокі, діаметром 1-12 см, пелюстки зрослі біля основи, рожеві, червоні, білі чи строкаті, тичинки численні. Також, жовті квіти зустрічаються тільки в Південному Китаї і В'єтнамі. Для чаю відбирають лише білоквіткову камелію. Плід - суха коробочка, яка зазвичай поділяється на 5 відділень з 8 насінням.
Різні види рослин камелії, як правило, добре пристосовані до кислих ґрунтів, багатих гумусом, і більшість видів погано ростуть на крейдяних або інших багатих кальцієм ґрунтах. Більшість видів камелій погано переносять посуху, тому вони потребують великої кількості води, у вигляді природних опадів або зрошення. Однак, деякі з найнезвичайніших камелій - зазвичай види з карстових ґрунтів у В'єтнамі - можуть рости без зайвої води.
Зазвичай, рослини камелії мають швидке зростання. Часто вони виростають до 30 см на рік, поки не дозріють, хоча це залежить від їх сорту та географічного розташування.
Личинки ряду видів лускокрилих використовують рослини камелії як харчові рослини. Листя камелії японської (C. japonica) чутливі до грибкового паразита Mycelia sterile.

## Розповсюдження та вирощування
Камелії широко розповсюджені в країнах із субтропічним кліматом: на узбережжі Чорного моря (в Україні Південний берег Криму, в РФ — район Сочі), на півдні США, Японії, Китаї, В'єтнамі та інших країнах.
В Україні камелії поширені як кімнатно-оранжерейні кущові рослини.
Існує велика різноманітність форм квітів:
- поодинокі (плоскі, чашоподібні або чашоподібні)
- напівподвійні (ряди великих зовнішніх пелюсток, з центром із змішаних пелюсток і тичинок)
- подвійний:
  - форма пеонії (опукла маса неправильних пелюсток і пелюсток з прихованими тичинками)
  - форма анемона (один або кілька рядів зовнішніх пелюсток, зі змішаними пелюстками і тичинками в центрі)
  - форма троянди (пелюстки, що перекриваються, показують тичинки у увігнутому центрі, коли вони відкриті)
  - формальний подвійний (ряди пелюсток, що перекриваються з прихованими тичинками)

## Практичне використання
Камелія є чайною рослиною, тому найбільш відомим і поширеним з причини широкої культивації видом родини чайних є камелія китайська (Camellia sinensis), листя якої є основою найпопулярнішого в світі напою — чаю.
Чайна олія — це солодка приправа та кулінарна олія, отримана шляхом пресування насіння C. oleifera , C. japonica та, меншою мірою, інших видів, таких як C. crapnelliana , C. reticulata , C. sasanqua та C. sinensis. Відносно маловідоме за межами Східної Азії, воно є найважливішим кулінарною олією для сотень мільйонів людей, особливо,  в південному Китаї. Олію камелії зазвичай використовують для очищення та захисту лез ріжучих інструментів.
Олію камелії , віджату з насіння C. japonica , також звану японською олією цубакі або цубакі-абура (椿油), традиційно використовують у Японії для догляду за волоссям. Рослину C. japonica використовують для приготування традиційних протизапальних засобів.
Окремі види роду камелія родини чайних отримали розповсюдження як цінні декоративні вічнозелені та квіткові рослини; їх широко використовують для озеленення інтер'єрів, створення експозицій у парках протягом літнього періоду.
Було відібрано близько 3000 сортів і гібридів , багато з яких мають махрові або напівмахрові квітки. C. japonica є найвидатнішим видом у вирощуванні, з понад 2000 названих сортів. Далі йдуть C. reticulata з понад 400 названими сортами та C. sasanqua з понад 300 названими сортами. Популярні гібриди включають C. × hiemalis (C. japonica × C. sasanqua) і C. × williamsii (C. japonica × C. saluenensis). Деякі сорти можуть виростати до значних розмірів, хоча є компактніші сорти. Їх часто висаджують у лісистих місцевостях поряд з іншими кальцифугами, такими як рододендрони, і особливо асоціюються з районами з високою кислотністю ґрунту, такими як Корнуолл і Девон у Великій Британії. Вони високо цінуються за дуже раннє цвітіння, часто одними з перших квітів, які з’являються в кінці зими. Пізні заморозки можуть пошкодити квіткові бруньки, що призведе до деформації квітів.
Наприклад, Камелія японська (Camellia japonica) найвідоміший декоративний, квітковий чагарник родом з Південно-Західного Китаю. Існує багато сортів камелій з білими, рожевими, червоними, кремовими квітами. Квіти камелій не мають запаху. Камелія японська вирощується в закритому ґрунті в Ботанічному саду ім. Гришка НАН України
Стерильний міцелій грибка-паразита камелії PF1022 виробляє метаболіт під назвою PF1022A. Його використовують для виробництва емодепсиду, антигельмінтного препарату.
В основному через руйнування середовища проживання кілька камелій стали досить рідкісними у своєму природному ареалі. Одним з них є вищезгаданий C. reticulata , який вирощується тисячами для садівництва та виробництва олії, але досить рідкісний у своєму природному ареалі, щоб вважатися видом, що знаходиться під загрозою зникнення.

## Міжнародне товариство камелій
ICS (International Camellia Society)— це міжнародне некомерційне товариство (юридично називається «благодійністю»), що налічує понад 1000 членів у всьому світі, яке сприяє пізнанню, вирощуванню та розвитку камелій через різноманітні ініціативи.
Кожні 2 роки всесвітній конгрес, який проводиться в Азії, Європі, Океанії та США, збирає членів ICS, які обговорюють питання та перспективи у збиранні та вирощуванні, у дослідженнях видів, у розвитку нових сортів та у збереженні..
ICS Gardens of Excellence, поширені в усьому світі, показують сорти та види, типові для кожного регіону. Для збереження зникаючих диких видів створюються спеціальні парки та фонди.
Щороку ICS публікує журнал для членів ICS (посилання на вебсайт [Архівовано 12 грудня 2021 у Wayback Machine.]) Він містить цінні статті про нові види, про нові сорти і, звісно, про життя ICS.
Через фонд Otomo ICS також фінансує дослідницькі та природоохоронні ініціативи. Нарешті, ICS опублікував і веде Реєстр камелій, у якому перераховано понад 22 000 культивованих сортів камелій.
ICS географічно організована в регіонах, кожен з яких відповідає країні. Регіони збирають місцевих членів ICS і підтримуються представником ICS та регіональним директором, які обираються регіональними членами ICS. Більші регіони можуть мати двох або більше директорів.
Регіони ICS згруповані в географічні групи, а саме: Азія, Європа, Америка, Океанія та Африка (до якої входить лише Південна Африка). Кожну групу (крім Африки) підтримує віце-президент, який призначається директорами відповідних регіонів ICS.
Центральні ролі ICS включають президента, минулого президента, скарбника, секретаря, редактора журналу, голови фонду Otomo, реєстратора членства, реєстратора словника Camellia та вебменеджера. Рішення про ці призначення приймаються директорами на зборах директорів під час Конгресу ICS.

## Легенда виникнення
Про виникнення камелії на землі існує така легенда. Афродіта порадила своєму сину Ероту (Амуру), наповненому любов'ю богинь Олімпу і земних жінок, полетіти на іншу планету. На Сатурні він почув хор ангельських голосів і побачив красивих жінок із білим тілом, сріблястим волоссям і ясно-блакитними очима. Вони співали хвалу Господу за те, що дав їм тіло із льоду, який заспокоює пристрасті і гасить усілякі бажання. Жінки поглянули на Ерота, помилувалися його красою, проте, не захопилися ним. Марно він пускав свої стріли. Тоді у відчаї Ерот кинувся до Афродіти, яка, обурена таким невластивим для жінок бездушшям, вирішила: ці бездушні істоти негідні бути жінками, повинні зійти на землю і перетворитися на квіти.

## Галерея

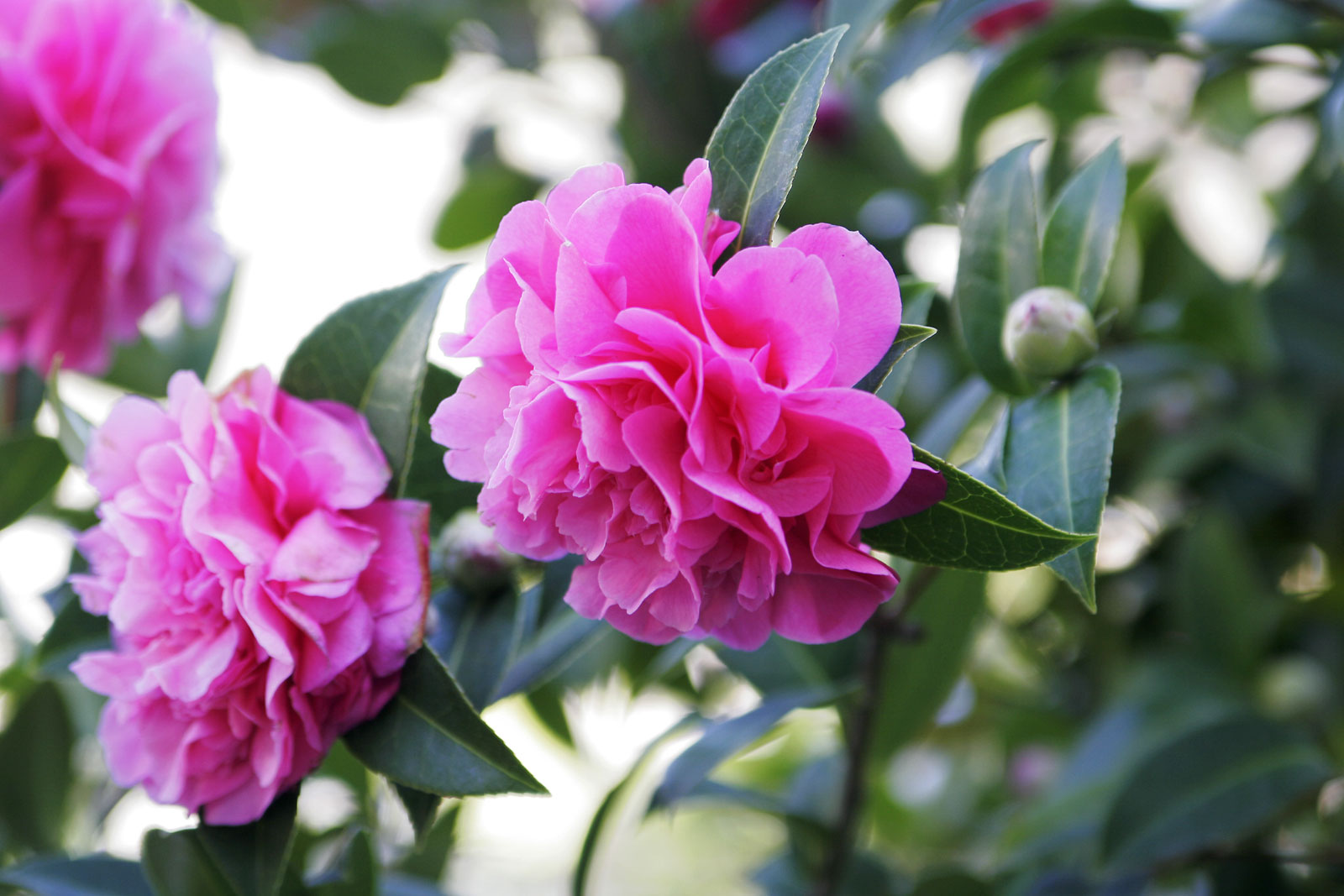
Двоцвітна камелія
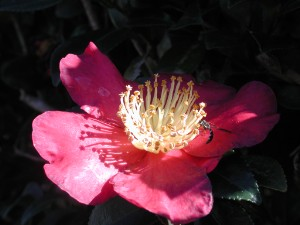
Camellia sasanqua
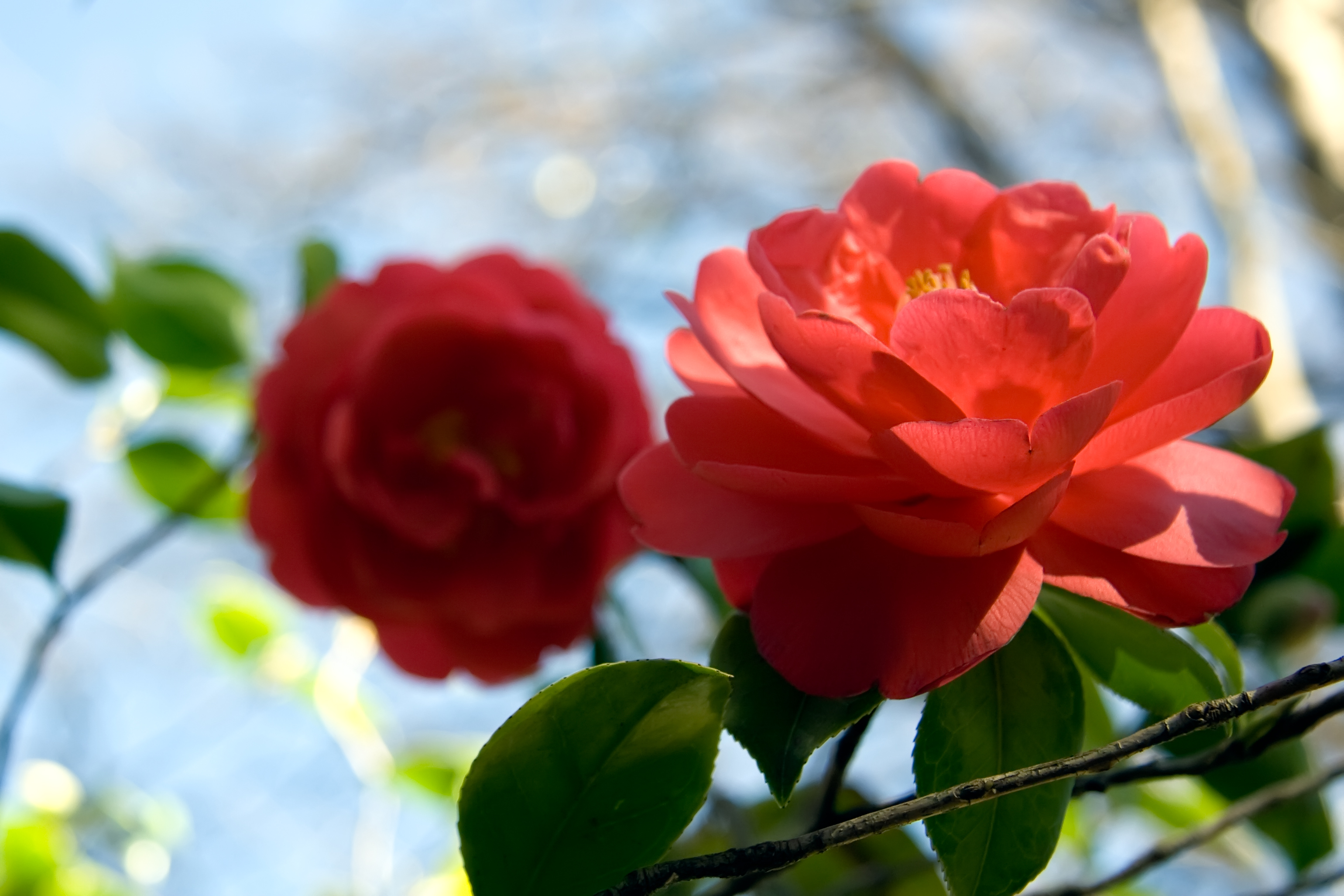
Камелія японська Somersby

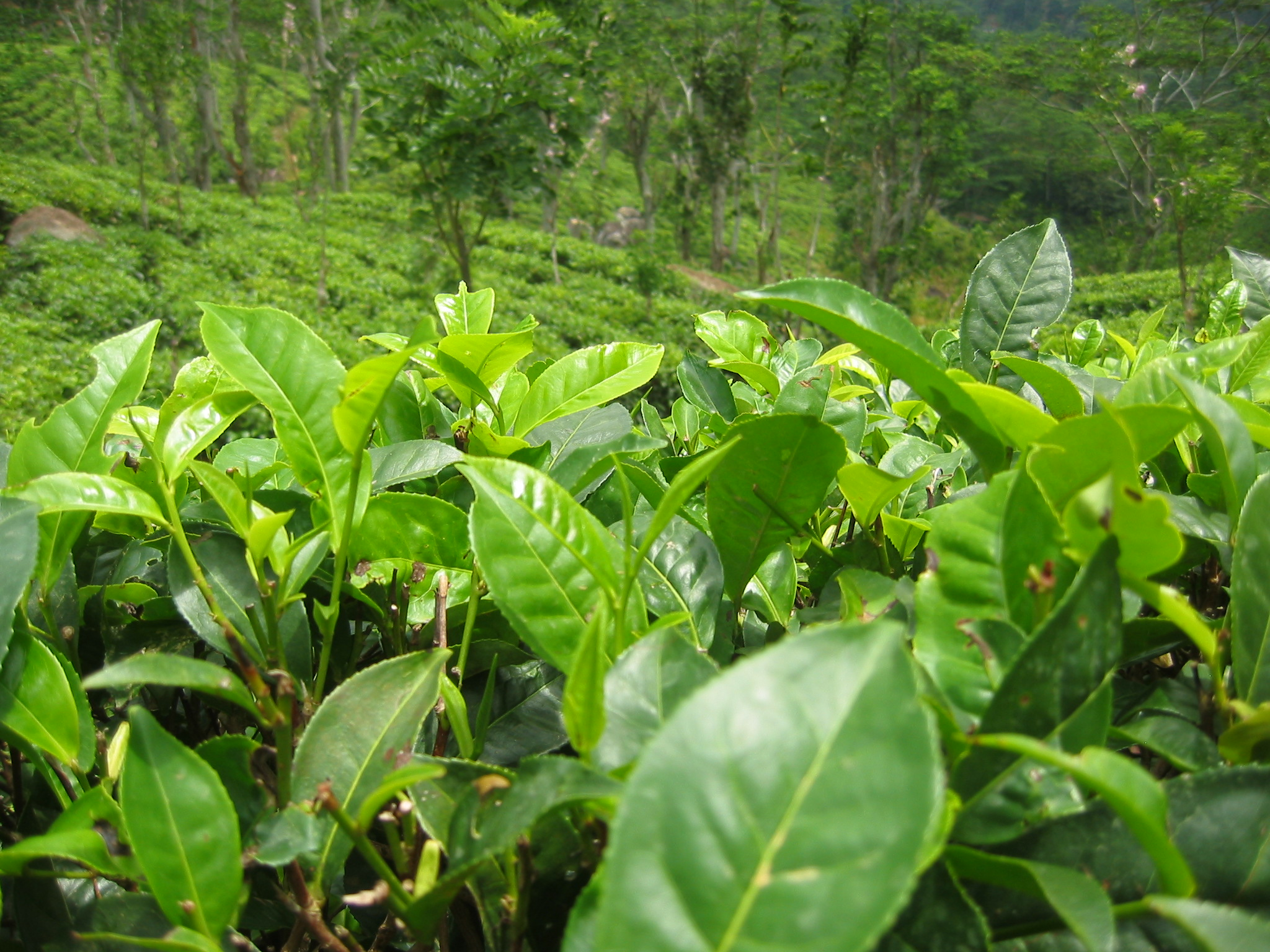
Листки Camellia sinensis (тж знана як чайне дерево)
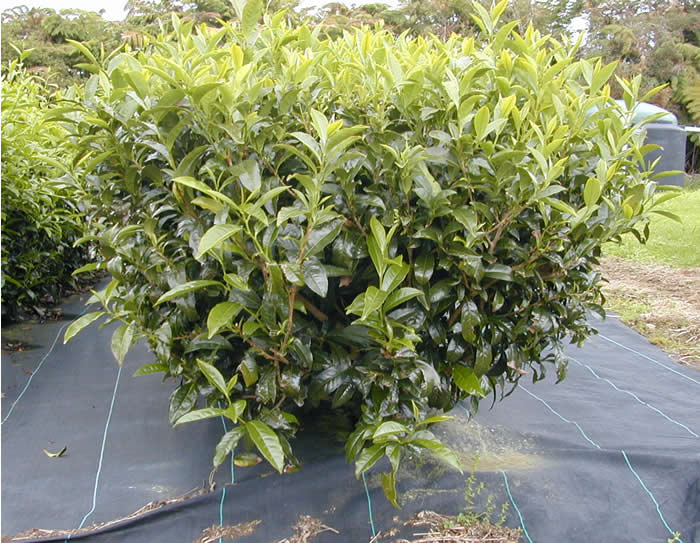
Camellia sinensis 'Yabukita'
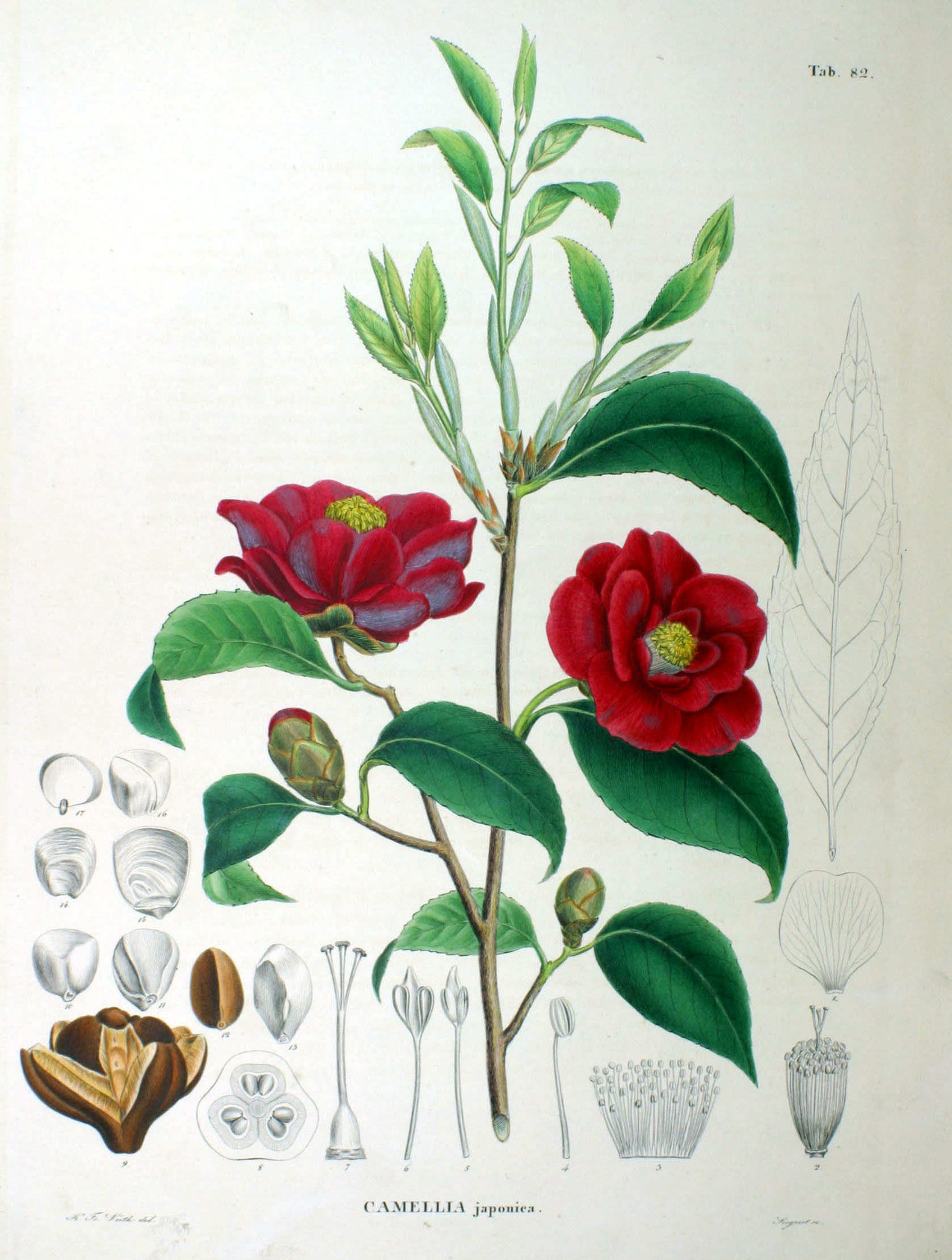
ілюстрація 19 ст. камелії японської